# Sericoderus subtilis
Sericoderus subtilis är en skalbaggsart som beskrevs av Leconte 1852. Sericoderus subtilis ingår i släktet Sericoderus och familjen punktbaggar. Inga underarter finns listade i Catalogue of Life.